# Antonio Sánchez-Benedito
Antonio Sánchez-Benedito Gaspar (Málaga, 24 de noviembre de 1968) es un diplomático español. Es embajador de España en la República de Irán (desde mayo de 2024).

## Biografía
Licenciado en Derecho y letrado asesor de empresas, ingresó en 1994 en la carrera diplomática. Ha estado destinado en las representaciones diplomáticas españolas en Libia, Angola, El Salvador y Mozambique. Fue subdirector general de África Subsahariana (2004-2008) y embajador de España en Etiopía (septiembre de 2008 a octubre de 2011), siendo relevado por Miguel Ángel Fernández-Palacios. En el mismo periodo, también fue embajador en Yibuti y Seychelles.
Posteriormente fue nombrado embajador en misión especial para el Sahel (y para el Plan África), en dos periodos (2013-2014 y 2022-2024). En mayo de 2024 fue designado como embajador de España en la República de Irán.